# モーニングウッド
モーニングウッド (Morningwood) は、アメリカ合衆国出身のロックバンド。バンド名は英語で朝立ちという意味である。2001年、ニューヨークにて結成される。ショーン・レノンの誕生日パーティーでオリジナルの歌を歌ったシャンタルに、同パーティーに出席していたペドロが目を留めたのが結成のきっかけであった。リードボーカルのクラレットはディルアングレイのメンバーらと私生活で非常に親しい。

## メンバー
- シャンタル　クラレット - リードボーカル。
- ペドロ・ヤノウィッツ - ベース・ボーカル。ウォールフラワーズ、ナタリーマーチャントの元ドラマーである。ギブソンEB-0がトレードマーク。

## サポートメンバー
- Richard Steel (formerly of Spacehog) - ギター。
- Alfredo Ortiz - ドラム。

## ディスコグラフィー
日本盤は東芝EMIからの発売。
- モーニングウッド - Morningwood （2006年）